# Irajuba
Irajuba é um município brasileiro do estado da Bahia.